# Zeehandelshaven van Novorossiejsk
OJSC Zeehandelshaven van Novorossiejsk (Russisch: ОАО Новороссийский морской торговый порт; Novorossiejski morskoj torgovy port, НМТП; NMTP), Engelse handelsnaam Novorossiysk Commercial Sea Port (NCSP), is een beheerder van zeehavens in Rusland. Het heeft grote delen van de haven van Novorossiejsk aan de Zwarte Zee kust en de Oostzeehavens van Primorsk en Baltiejsk onder haar management.

## Geschiedenis
In 1957 werd de haven van Novorossiejsk uitgebreid en gemoderniseerd. Het is uitgegroeid tot de grootste van heel Rusland. Het is een belangrijke uitvoerhaven van aardolie en graan. 
Sinds november 2007 heeft het bedrijf een notering aan de aandelenbeurzen van Moskou en London. Bij de beursgang zijn circa 20% van de aandelen in de markt geplaatst.
In januari 2011 heeft NMTP de havenactiviteiten van Primorsk, Primorsk Trade Port, overgenomen. De overname is de verklaring voor de sterke groei van de resultaten in 2011. 
Na deze overname is de belangrijkste aandeelhouder Novoport Holding met een belang van 50,1%. Novoport is op haar beurt weer in handen van Transneft en de Summa Group elk met een belang van 50%. In september 2018 kocht Transneft 50% van de aandelen in Omirico Limited (ex-Novoport). Transneft heeft daarmee een meerderheidsbelang van 63% in NMTP (was 37%). De Russische overheid houdt 20% van de aandelen en ook een gouden aandeel met extra rechten.

## Activiteiten
NMTP is de op drie na grootste beheerder van havens in Europa, gemeten in tonnen overslag, en de grootste in Rusland. In 2016 werd 147 miljoen ton aan goederen verwerkt en was daarmee ruim 50% groter dan de nummer twee in Rusland, de haven van Oest-Loega met 93 miljoen ton, die in 2013 de haven van Sint-Petersburg van de 2e plaats stootte. In 2016 was het aandeel van NMTP in de goederenoverslag van alle Russische havens bijna 20%.
Het nettoresultaat in 2012 was zo'n US$ 300 miljoen hoger dan in 2011. Dit was vooral het gevolg van de appreciatie van de roebel ten opzichte van de dollar. Dit leidde tot een valutawinst van US$ 130 miljoen ten opzichte van een verlies van US$ 168 miljoen het jaar ervoor.
In 2013 verwerkte de groep 141 miljoen ton lading. De daling van 18 miljoen met het jaar ervoor was voornamelijk het gevolg van minder overslag van aardolie. Er wordt meer olie via de havens in het Russische Verre Oosten uitgevoerd en in de Oostzee verloor Primorsk Trade Port lading aan andere havens in de regio. Het management verwacht dat deze daling van het ladingaanbod permanent is en heeft in 2013 een bedrag van US$ 260 miljoen afgeschreven op de goodwill betaald bij de overname van Primorsk Trade Port. Verder werd er een valutaverlies geleden van US$ 125 miljoen waardoor het jaar werd afgesloten met een verlies van US$ 196 miljoen. De verliezen in 2014 en 2015 zijn vooral veroorzaakt door de waardevermindering van de roebel. In 2016 was de winst weer extra hoog door een grote bate door de appreciatie van de roebel. In 2019 kwam de winst extra hoog uit door een boekwinst van US$ 449 miljoen, belastingvrij, op de verkoop van het dochterbedrijf Novorossiysk Grain Terminal die actief is op het gebied van graanopslag en overslag. In 2020 daalde de resultaten door de verminderde overslag van ruwe olie als gevolg van de coronapandemie en de overeenkomst van de olieproducerende landen om vanaf 1 mei 2020 de olieproductie te beperken.
In de onderstaande tabel zijn de belangrijkste financiële en operationele gegevens van het bedrijf opgenomen sinds 2007. 
| Jaar | Omzet    | EBITDA  | Nettoresultaat | Werknemers (gemiddeld) | Overslag (miljoen ton) |
| ---- | -------- | ------- | -------------- | ---------------------- | ---------------------- |
| 2007 | US$ 483  | US$ 189 | US$ 94         | 7828                   | 79                     |
| 2008 | US$ 654  | US$ 358 | US$ 96         | 7364                   | 82                     |
| 2009 | US$ 675  | US$ 431 | US$ 245        | 6969                   | 87                     |
| 2010 | US$ 635  | US$ 416 | US$ 252        | 6794                   | 72                     |
| 2011 | US$ 1050 | US$ 550 | US$ 76         | 7331                   | 157                    |
| 2012 | US$ 1034 | US$ 592 | US$ 378        | n.b.                   | 159                    |
| 2013 | US$ 928  | US$ 510 | US$ -196       | n.b.                   | 141                    |
| 2014 | US$ 956  | US$ 569 | US$ -806       | 6914                   | 131                    |
| 2015 | US$ 877  | US$ 657 | US$ -116       | 7014                   | 140                    |
| 2016 | US$ 866  | US$ 675 | US$ 702        | n.b.                   | 147                    |
| 2017 | US$ 900  | US$ 654 | US$ 439        | n.b.                   | 144                    |
| 2018 | US$ 951  | US$ 669 | US$ 268        | n.b.                   | 140                    |
| 2019 | US$ 866  | US$ 647 | US$ 943        | n.b.                   | 143                    |
| 2020 | US$ 632  | US$ 426 | US$ 67         | n.b.                   | 111                    |
| 2021 |          |         |                |                        | 116                    |